# 大食蝇霸鹟
大食蝇霸鹟（学名：Pitangus sulphuratus），是雀形目霸鹟科的一种鸟类，属于单型的食蝇霸鹟属（学名：Pitangus）。但按照不同的分类系统，该属可能还包括另一个单型属小食蝇霸鹟属的物种小食蝇霸鹟。
大食蝇霸鹟体重约62.85克，翼长约11.19厘米，喙宽度约10.1毫米，喙厚度约9.1毫米，嘴峰长约29.3毫米，跗蹠长约25.8毫米，尾长约84.8毫米。
大食蝇霸鹟是留鸟，栖息在城市公园等人工环境，它们是食肉动物。分布在美国、墨西哥、哥伦比亚、委内瑞拉、巴西、特立尼达和多巴哥、秘鲁、圭亚那、巴拉圭、玻利维亚、乌拉圭和阿根廷。